# Henryk Rzemieniecki
Henryk Rzemieniecki (ur. 30 listopada 1930 w Kosowie, zm. 22 października 2012 w Łodzi) – pułkownik pilot Sił Zbrojnych Polskiej Rzeczypospolitej Ludowej.

## Życiorys
W latach 1948–1951 był słuchaczem Oficerskiej Szkole Lotniczej w Dęblinie. Szkołę ukończył jako nawigator. Od maja 1951 do marca 1952 uczestniczył w kursie pilotażu w Oficerskiej Szkole Lotniczej nr 5 w Radomiu.
W 1952 roku w stopniu podporucznika rozpoczął służbę w 2 Pułku Lotnictwa Myśliwskiego w Rakowicach. W jednostce tej zajmował kolejno stanowiska pilota, starszego pilota, szefa strzelania powietrznego, dowódcy eskadry (1953-1954), pomocnika dowódcy pułku do spraw pilotażu (1954-1955). W latach 1955–1961 był dowódcą 2 Pułku Lotnictwa Myśliwskiego OPL, który od 1957 podlegał 1 Korpusowi Obrony Przeciwlotniczej Obszaru Kraju. W ciągu czterech lat awansował ze stopnia podporucznika do stopnia majora. W latach 1961–1962 uczestniczył w Wyższym Kursie Akademickim dla oficerów lotnictwa w ZSRR. Po ukończeniu kursu był szefem jednego z węzłów naprowadzania w Wojskach Obrony Powietrznej Kraju. W latach 1968–1972 studiował zaocznie historię w Wojskowej Akademii Politycznej. W latach 1972–1980 był dowódcą 13 Pułku Lotnictwa Transportowego w Krakowie. Następnie służył w Dowództwie Wojsk Lotniczych w Poznaniu jako zastępca szefa Zarządu Szkolenia (1980-1981). Następnie służył poza wojskiem.
Pilot wojskowy pierwszej klasy. Posiadał nalot ponad 3000 godzin w lotnictwie myśliwskim. Posiadał ponadto mistrzowskie kwalifikacje pilota wojskowego w lotnictwie transportowym i śmigłowcowym. Na samolotach transportowych i śmigłowcach wylatał ponad 3500 godzin.
W stan spoczynku przeszedł w lutym 1983.

## Odznaczenia
- Krzyż Oficerski Orderu Odrodzenia Polski (1980)
- Krzyż Kawalerski Orderu Odrodzenia Polski (1972)
- Złoty Krzyż Zasługi (1956)
- Srebrny Krzyż Zasługi (1954)
- Odznaka „Zasłużony Pilot Wojskowy PRL” (1978)
- Złota odznaka „Za pracę społeczną dla miasta Krakowa” (1973)[1]